# Gift (nome)
Gift  è un nome proprio di persona inglese maschile e femminile.

## Varianti
- Femminili: Gifty[1]

## Origine e diffusione
Nome tipico delle comunità anglofone africane, riprende direttamente il termine inglese gift, che vuol dire "dono", "regalo" (vocabolo di origine norrena, da gift, gipt). Ha quindi significato analogo a quello dei nomi Doron, Jesse, Darko, Csaba e Shay.

## Onomastico
Il nome è adespota, ovvero non è portato da alcun santo, quindi l'onomastico ricorre il 1º novembre, giorno di Ognissanti.

## Persone

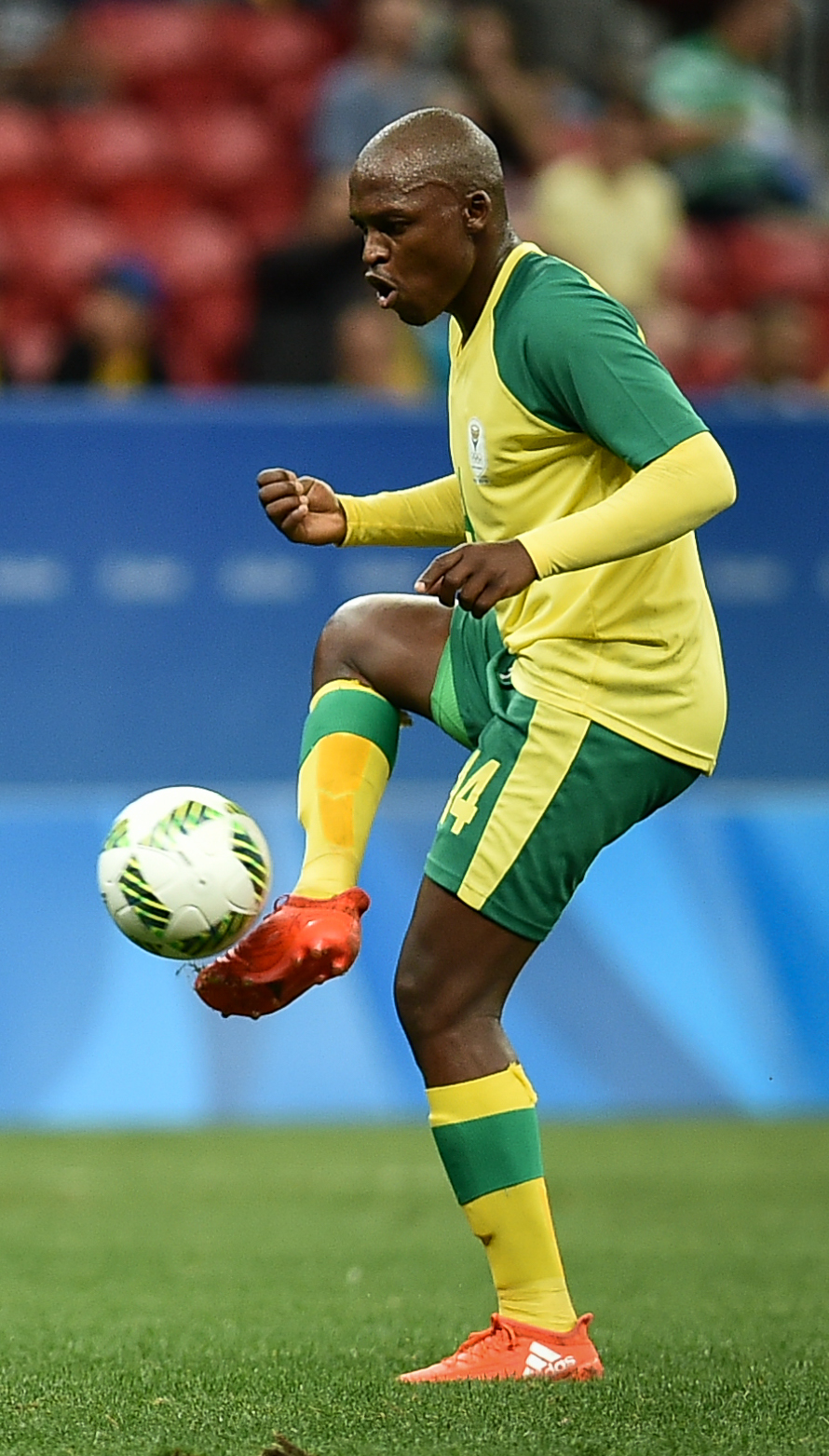
Gift Motupa

### Maschile
- Gift Kampamba, calciatore zambiano
- Gift Leotlela, velocista sudafricano
- Gift Leremi, calciatore sudafricano
- Gift Links, calciatore sudafricano
- Gift Motupa, calciatore sudafricano
- Gift Mphande, calciatore zambiano
- Gift Muzadzi, calciatore zimbabwese
- Gift Orban, calciatore nigeriano